# Amatersko prvenstvo Francije 1953
Amatersko prvenstvo Francije 1953 v tenisu.

## Moški posamično
Ken Rosewall :  Vic Seixas 6-3, 6-4, 1-6, 6-2

## Ženske posamično
Maureen Connolly :  Doris Hart 6-2, 6-4

## Moške dvojice
Lew Hoad /  Ken Rosewall :  Mervyn Rose /  Clive Wilderspin  6–2, 6–1, 6–1

## Ženske dvojice
Doris Hart /  Shirley Fry :  Maureen Connolly /  Julia Sampson  6–4, 6–3

## Mešane dvojice
Doris Hart /  Vic Seixas :  Maureen Connolly /  Mervyn Rose  4–6, 6–4, 6–0